# Tôma Ngưu Hội Khanh

Huy hiệu Giám mục Ngưu Hội Khanh

Tôma Ngưu Hội Khanh (1895–1973; tiếng Anh:Thomas Niu Hui-ching / Thomas Niu Hui-qing; tiếng Trung:牛會卿) là một Giám mục người Trung Quốc của Giáo hội Công giáo Rôma. Ông nguyên là Giám mục chính tòa Giáo phận Dương Cốc. Ngoài ra, ông còn đảm nhận nhiều vai trò khác như Đại diện Tông Tòa Hạt Đại diện Tông Tòa Dương Cốc; Giám quản Tông Tòa Giáo phận Phúc Ninh và Giám quản Tông Tòa Giáo phận Gia Nghĩa. Giám mục Ngưu cũng tham dự các Giai đoạn I, III và IV của Công đồng Vatican II với vai trò là một nghi phụ.

## Tiểu sử
Giám mục Tôma Ngưu Hội Khanh sinh ngày 18 tháng 9 năm 1895 tại Yakiache, thuộc Trung Quốc. Sau quá trình tu học dài hạn tại các chủng viện theo quy định của Giáo luật, ngày 30 tháng 9 năm 1923, Phó tế Ngưu, 28 tuổi, tiến đến việc được phong chức linh mục.
Sau 20 năm thi hành các công tác mục vụ với tư cách là một linh mục, ngày 12 tháng 1 năm 1943, tin tức Tòa Thánh loan báo việc Giáo hoàng đã tuyển chọn linh mục Tôma Ngưu Hội Khanh, 48 tuổi, gia nhập vào hàng ngũ các giám mục Công giáo trên hoàn vũ, với vị trí Đại diện Tông Tòa Hạt Đại diện Tông Tòa Dương Cốc và danh hiệu Giám mục Hiệu tòa Sertei. Lễ tấn phong cho vị tân giám mục được tổ chức sau đó vào ngày 4 tháng 4 cùng năm, với phần nghi thức được cử hành các trọng thể bởi Giám mục Chủ phong Tôma Điền Canh Tân, Tân Đại diện Tông Tòa Hạt Đại diện Tông Tòa Thanh Đảo, đồng thời cũng nguyên là Đại diện Tông Tòa Hạt Đại diện Tông Tòa Dương Cốc.
Hơn ba năm sau ngày tấn phong, ngày 11 tháng 4 năm 1946, Tòa Thánh vui mừng thông báo việc nâng cấp Hạt Đại diện Tông Tòa Dương Cốc được thiết lập thành một Giáo phận. Giám mục Đại diện Tông Tòa Tôma Ngưu Hội Khanh cũng được Tòa Thánh tái xác nhận bổ nhiệm vào vị trí quản lí giáo phận tân lập, với chức danh mới là Giám mục chính tòa Tiên khởi Giáo phận Dương Cốc.
Ngoài các chức dnah chính thức, Giám mục Ngưu Hội Khanh cũng kiêm nhiệm nhiều vị trí khác như Giám quản Tông Tòa Giáo phận Phúc Ninh từ năm 1948 cho đến khi qua đời và Giám quản Tông Tòa Giáo phận Gia Nghĩa Đài Loan từ ngày 7 tháng 8 năm 1952 cho đến năm 1969.
Giám mục Ngưu cũng tham dự các Giai đoạn I, III và IV của Công đồng Vatican II với vai trò là một nghi phụ. Ngày 28 tháng 2 năm 1973, ông qua đời, thọ 78 tuổi.